# Austrochorema crassum
Austrochorema crassum är en nattsländeart som beskrevs av Schmid 1989. Austrochorema crassum ingår i släktet Austrochorema och familjen Hydrobiosidae. Inga underarter finns listade i Catalogue of Life.